# Euphthiracarus fusticulus
Euphthiracarus fusticulus är en kvalsterart som beskrevs av Wojciech Niedbała och Schatz 1996. Euphthiracarus fusticulus ingår i släktet Euphthiracarus och familjen Euphthiracaridae. Inga underarter finns listade i Catalogue of Life.